# Baracé
Baracé är en kommun i departementet Maine-et-Loire i regionen Pays de la Loire i nordvästra Frankrike. Kommunen ligger i kantonen Durtal som tillhör arrondissementet Angers. År 2022 hade Baracé 629 invånare.

## Befolkningsutveckling
Antalet invånare i kommunen Baracé
| Referens: INSEE |